# 이명영 (교수)
이명영(李命英, 1928년 3월 31일 ~ 2000년 6월 20일) 전 성균관대 교수는 30여년간 김일성(金日成)을 연구한 북한연구 1세대를 대표하는 학자다.
그는 북한의 김일성 주석이 일제 시대 활약한 독립운동가 ‘김일성’의 이름을 도용한 가짜이며 일제 시대에는 ⟨4인의 김일성⟩이 있었다는 김일성 가짜설의 결정판이라 불리는 «김일성 열전» 을 저술하였다.

## 생애
이명영(李命英)은 1928년 함경남도 북청에서 출생했다. 1948년 서울대학교 정치학과를 졸업했고, 성균관대에서 정치학 박사학위를 얻은 후 1993년까지 이 대학 교수로 재직했다. 1963년부터 7년간은 경향신문에서, 1971년부터 1975년까지는 중앙일보에서 논설위원으로 일했다.
김일성과 북한에 관한 많은 연구논문과 저서가 있다.

## 주요 저서
- 《진위 김일성 열전(眞僞 金日成 列傳) - 그 전설, 실존, 도명을 밝힌다》 1974.03.23 ~ 1974.09.03의 기간에 중앙일보에 연재 (총 53회)[3]
- 이명영(李命英), 《김일성 열전(金日成 列傳) - 그 전설과 신화의 진상 규명을 위한 연구》 (신문화사, 1974)
- 이명영(李命英), 《北傀魁首 金日成의 正體 : 4人의「金日成」에 관한 硏究》 (서울, 民族文化社, 1975)
- 이명영(李命英), 《재만 한인 공산주의운동 연구(在滿韓人 共産主義運動 硏究)》 (성균관대학교 출판부, 1982)
- 이명영(李命英), 《북한의 근대사 위조》(민족통일중앙협의회, 1982)
- 이명영(李命英), 《권력(權力)의 역사(歷史) : 조선노동당과 근대사》 (성균관대학교 출판부, 1985)
- 이명영(李命英), 《통일의 조건 : 발상의 전환을 위하여》(종로서적, 1989)
- 이명영(李命英), 《김일성 회고록의 진실과 허구》, 신동아 1992년 7월호 pp.342 ~ 359.
- 이명영(李命英), 《조국통일(祖國統一)의 두 방도(方途)》 (海星社會倫理問題研究所, 1993)
- 이명영(李命英), 『세기와 더불어는 어떻게 날조되었나 (원제: 김일성회고록을 어떻게 읽을 것인가)』 세이지, 2021년 5월 24일

이명영(李命英), 『'김일성(金日成) 회고록'을 어떻게 읽을 것인가 - 문제와 인식(問題와 認識)』, (서울, 해성사회윤리문제연구소, 2000년)
- 李命英, 《四人の金日成》 (成甲書房 <東アジア叢書>，1976年)
- 《アルバム　謎の金日成　写真で捉えたその正体》 東アジア問題研究会編 / 編著者 代表 李命英, (成甲書房, 1978年)[4]
- 李命英, 《金日成は四人いた - 北朝鮮のウソは、すべてここから始まっている!》 成甲書房, 2000 (成甲書房刊 1976年版・改訂版)[5]
- 李命英, 《北朝鮮金日成は四人いた》, <ワニ文庫>、2003年. (成甲書房刊 2000年版を文庫化)

## 참고 자료
- 故이명영 교수가 밝힌 '김일성 회고록'의 날조와 거짓 보관됨 2021-06-29 - 웨이백 머신 조선펍 2021-05-03

도태우 변호사 "김일성 회고록은 정신에 대한 전체주의 독극물이 섞인 제품과 마찬가지...
일반적 유통 상태로 내보내는 것은 자유체제의 파괴를 용인하는 셈"